# Magnesiotaaffeite-6N'3S
La magnesiotaaffeite-6N'3S è un minerale.

## Sinonimi
La magnesiotaaffeite-6N'3S è conosciuta anche come musgravite, quest'ultima denominazione è stata abbandonata dall'IMA nel 2002.

## Origine e giacitura
Le uniche pietre/gemme di musgravite sono state trovate in Australia.